# Arena Commonwealth y Velódromo Sir Chris Hoy
El Arena Commonwealth y Velódromo Sir Chris Hoy (en inglés: Commonwealth Arena and Sir Chris Hoy Velodrome) conocido por razones de patrocinio como Emirates Arena, es un pabellón deportivo y velódromo en Parkhead, Glasgow, Escocia, Reino Unido. Construido para los Juegos de la Commonwealth 2014, estos lugares fueron la sede del bádminton y de los eventos de ciclismo. Situado frente al Celtic Park en el East End de Glasgow, el complejo es la sede de sportscotland y Scottish Cycling, también ha sido usado para partidos de baloncesto.
| Predecesor: Parque Deportivo Olímpico Juvenil de Nankín Nankín, 2023 | Sede del Campeonato del Mundo de Atletismo en Pista Cubierta Glasgow, 2024 | Sucesor: Arena Toruń Toruń, 2026 |